# 댄디 딘몬트 테리어

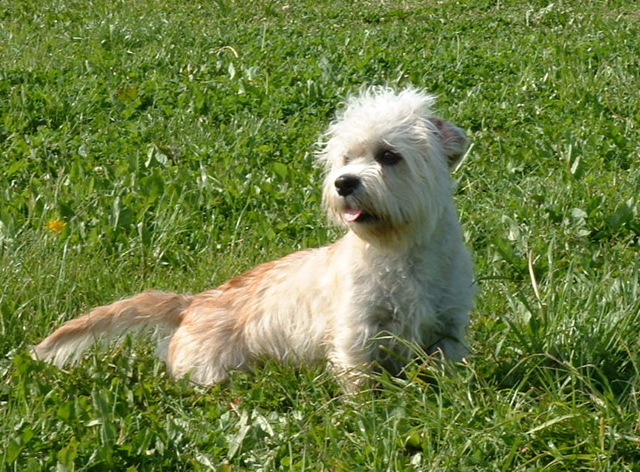
댄디 딘몬트 테리어

댄디 딘몬트 테리어(dandie dinmont terrier)는 영국 원산으로 잉글랜드와 스코틀랜드 국경 부근에서 어부들에 의해 길러졌다. 골격이 튼튼하고 균형이 잘 잡혀 있다. 털빛은 푸른빛이 도는 검은색으로부터 옅은 회색·옅은 갈색까지 다양하다. 머리가 좋아 아이들에게 인기가 있다. 예전에는 수렵도 하였으나 지금은 애완견으로 길러지고 있다.

## 참고 자료
- 이 문서에는 다음커뮤니케이션(현 카카오)에서 GFDL 또는 CC-SA 라이선스로 배포한 글로벌 세계대백과사전의 내용을 기초로 작성된 글이 포함되어 있습니다.